# Rosenwiller
Rosenwiller település Franciaországban, Bas-Rhin megyében. Lakosainak száma 640 fő (2022. január 1.). Rosenwiller Dorlisheim, Gresswiller, Mollkirch, Mutzig és Rosheim községekkel határos.

## Népesség
A település népessége az elmúlt években az alábbi módon változott:
| Lakosok száma | 689  | 696  | 707  | 686  | 673  | 661  | 652  | 647  | 640  |
|               | 2013 | 2015 | 2016 | 2017 | 2018 | 2019 | 2020 | 2021 | 2022 |